# Terremoto del lago Kivu de 2008
El Terremoto del lago Kivu de 2008 afectó a varios países de la región de los Grandes Lagos Africanos a las 07:34:12 (UTC) del día 3 de febrero. Alcanzó 5.4 en la escala sismológica de magnitud de momento según el Servicio Geológico de los Estados Unidos y tuvo una duración de cerca de 15 segundos. El epicentro se reportó a 20 kilómetros al este de Bukavu, en la República Democrática del Congo.

## Detalles
Se confirmó la muerte de veinticinco personas en Ruanda; hubo cerca de 200 heridos. Diez personas murieron cuando una iglesia colapsó en el distrito de Ruzizi en la provincia Occidental, según informaciones de radioemisoras locales. En la República Democrática del Congo fueron confirmados cinco fallecimientos y se hallaron 149 personas con heridas serias.
El movimiento telúrico fue percibido en Burundi y causó allí cortes de electricidad, al igual que en la capital de Kenia, Nairobi.

## Sumario tectónico
El sismo ocurrió en el rift oriental del Gran Valle del Rift africano. Fue difuso, de aproximadamente 3000 km de longitud, en una zona de extensión tectónica que atraviesa África Oriental desde Yibuti y Eritrea por el norte hasta Malaui en el sur, y constituye el límite entre la placa Africana y la placa Somalí. En la latitud que tuvo lugar el terremoto, ambas placas se separan a una tasa de cerca de cuatro milímetros cada año. El terremoto ocurrió cerca del lago Kivu, cuya cuenca hidrográfica fue creada por un proceso normal de formación de fallas, similar al que produjo el terremoto del 3 de febrero.